# La Chapelle-d’Aurec
La Chapelle-d’Aurec ist eine französische Gemeinde mit 1.111 Einwohnern (Stand: 1. Januar 2022) im Département Haute-Loire in der Region Auvergne-Rhône-Alpes. Sie gehört zum Arrondissement Yssingeaux und zum Kantons Monistrol-sur-Loire.

## Geographie
La Chapelle-d’Aurec liegt im Velay, einer Landschaft im Zentralmassiv. Die Loire begrenzt die Gemeinde im Nordwesten.
Saint-Maurice-de-Lignon wird umgeben von den Nachbargemeinden Aurec-sur-Loire im Norden, Pont-Salomon im Osten, Monistrol-sur-Loire im Süden, Bas-en-Basset im Südwesten sowie Malvalette im Westen und Nordwesten.
Am südöstlichen Rand der Gemeinde führt die Route nationale 88 entlang.

## Bevölkerungsentwicklung
| Jahr                       | 1962 | 1968 | 1975 | 1982 | 1990 | 1999 | 2006 | 2017 |
| Einwohner                  | 260  | 243  | 252  | 311  | 406  | 626  | 778  | 1019 |
| Quellen: Cassini und INSEE |      |      |      |      |      |      |      |      |